# Џалал-абадска област
Џалал-Абадска област (кирг. Жалал-Абад облусу) једна је од седам административних јединица (области) Киргистана. Налази се у западном делу државе на граници са Узбекистаном.